# Hyptia bakeri
Hyptia bakeri är en stekelart som beskrevs av Bradley 1908. Hyptia bakeri ingår i släktet Hyptia och familjen hungersteklar. Inga underarter finns listade i Catalogue of Life.